# Crocidura manengubae
Crocidura manengubae — вид ссавців родини Soricidae. Це ендемік Камеруну. Його природне місце проживання — субтропічні або тропічні вологі гірські ліси.